# Vallées de Nommo
Nommo Valles
Pour les articles homonymes, voir Nommo (homonymie).
Les vallées de Nommo (désignation internationale : Nommo Valles) sont un ensemble de vallées situé sur Vénus dans le quadrangle d'Aino Planitia. Il a été nommé en référence aux nommos, génies ancestraux des eaux dogons.